# Aeropuerto de Rurutu
El aeropuerto de Rurutu es un aeropuerto en Rurutu en la Polinesia francesa (IATA: RUR, OACI: NTAR). El aeropuerto está a 2,5 km al noreste de Moerai. La pista tiene aproximadamente 1.400 metros de longitud.

## Aerolíneas y destinos
- Air Tahiti (Raivavae, Rimatara, Tahiti, Tubuai)